# Ulični hokej
Ulični hokej skupina je timskih športova koji se igraju na otvorenom, bilo pješice ili na koturaljkama, koristeći loptu ili pȁk dizajniran za igru na ravnim, suhim površinama kao što je asfalt. 
Cilj svake igre jest postići više golova od protivničke momčadi ispucavanjem lopte ili paka u protivničku mrežu. Pravila igre izvedene su od ostalih vrsta hokeja: hokeja na koturaljkama, inline hokeja, dvoranskog hokeja, bendija i hokeja na ledu te hokeja na travi. 
Varijanta na kotačićima uključuju upotrebu koturaljki i različito se klasificiraju kao inline hokej ili hokej na koturaljkama.

## Vanjske poveznice
- The street hockey game that never ends bostonglobe.com
- Street Hockey Rules and Regulations (engleski)
- The official rules of inline hockey (engleski)